# 保岡龍斗
保岡 龍斗（やすおか りゅうと、1995年4月27日 - ）は、日本の男子バスケットボール選手である。身長188cm、体重87㎏で、ポジションはシューティングガード、スモールフォワード。

## 来歴
1995年、埼玉県に生まれる。日体大柏高校では3年次となる2013年、チーム初となるインターハイとウィンターカップ出場を果たし、ともに2回戦まで進んだ。
2014年、関東大学バスケットボール連盟2部リーグ所属で、北原憲彦がバスケットボール部の部長を務める江戸川大学に進学する。大学では1年次から出場機会を獲得し、3年次となる2016年にはリーグ戦で合計466得点を決め、総得点、1試合平均得点、スリーポイント成功数、スティールの4部門で1位を獲得、アシスト数でも3位 、リバウンド数でも10位タイの記録を残した。チームは2部リーグ2位に入り、全日本大学バスケットボール選手権大会に初めて出場、2回戦まで進んだ。保岡は2試合でチームトップの37得点、25リバウンド、5アシスト、3スティールを挙げた。
2017年2月15日、2017年夏季ユニバーシアードに向けたU-24日本代表の候補に選ばれた。また17日には秋田ノーザンハピネッツとの特別指定選手契約を結んだ。
2024々6月21日、ファイティングイーグルス名古屋への移籍が発表された。

### 3x3
2018年、アジア大会に出場する3x3男子日本代表に選出されたが、体調不良により出場しなかった。
2019年、日本代表に選出され、FIBAワールドカップおよびFIBAアジア3x3カップに出場。
2021年、3月に開催された3x3日本選手権大会にBEEFMAN.EXEのメンバーとして優勝し、MVPに選ばれた。7月、東京オリンピック3x3日本代表に選出された。予選リーグのベルギー戦と中国戦で勝利し、準々決勝まで進出した。

## 個人成績
| シーズン | チーム | GP | GS | MPG  | FG%  | 3P%  | FT%  | RPG | APG | SPG | BPG | TO  | PPG |
| -------- | ------ | -- | -- | ---- | ---- | ---- | ---- | --- | --- | --- | --- | --- | --- |
| 2016-17  | 秋田   | 2  | 0  | 2.0  | 0.0  | 0.0  | 0    | 0.0 | 0.0 | 0.0 | 0.0 | 0.0 | 0.0 |
| 2017-18  | 秋田   | 26 | 2  | 12.2 | 34.0 | 36.7 | 64.5 | 1.8 | 1.5 | 1.0 | 0.1 | 1.2 | 4.0 |
| 2018-19  | 秋田   |    |    |      |      |      |      |     |     |     |     |     |     |

### プレイオフ
| シーズン | チーム | GP | GS | MPG   | FG%  | 3P%  | FT%  | RPG | APG | SPG | BPG | PPG |
| -------- | ------ | -- | -- | ----- | ---- | ---- | ---- | --- | --- | --- | --- | --- |
| 2017-18  | 秋田   | 3  | 0  | 10.15 | .444 | .444 | .000 | 1.3 | 0.7 | 0.3 | 0   | 4.0 |

## 人物・トリヴィア
- 好きなことは睡眠か自主練習[11]。
- 冬季でも、素足にサンダル履きの私生活。
- ペペロンチーノが好物[12]。

## 参考資料
1. ↑  https://twitter.com/gannbarehanshi1/status/1470734519955517443
2. 1 2 3  『江戸川大学バスケットボール部 保岡龍斗選手 秋田ノーザンハピネッツ特別指定選手契約合意』（pdf）（プレスリリース）江戸川大学、2017年2月17日。2017年2月24日閲覧。
3. ↑  “出場校”. JX-ENEOSウインターカップ2013.   日本バスケットボール協会. 2017年2月23日閲覧。
4. ↑  “【2016リーグ2部】9/24レポート（第７戦）”. BOJweblog.   BOJ (2016年9月30日). 2017年2月23日閲覧。
5. 1 2  “U-24代表の保岡が秋田の特別指定選手に、関東2部リーグ戦では得点王を獲得”. バスケットボールキング.  フロムワン (2017年2月20日). 2017年2月23日閲覧。
6. ↑  “リーグ戦 個人成績”.   関東大学バスケットボール連盟. 2017年2月22日閲覧。
7. ↑  “リーグ戦 個人成績”.   関東大学バスケットボール連盟. 2017年2月22日閲覧。
8. ↑  “江戸川大学”. 第68回全日本大学バスケットボール選手権大会.   全日本大学バスケットボール連盟. 2017年2月22日閲覧。
9. ↑  鈴木健一郎 (2017年2月17日). “8月のユニバーシアード競技大会を控えたU-24日本代表チーム、38名の候補選手でスプリングキャンプに臨む”. バスケット・カウント.   ティーアンドエス. 2017年2月22日閲覧。
10. ↑  “【#23 保岡龍斗 選手】新規入団のお知らせ”. ファイティングイーグルス名古屋 (2024年6月21日). 2025年6月3日閲覧。
11. ↑  bojw. “【ミニインタビュー】FACE～選手の横顔～ 保岡龍斗（江戸川大）”. bojweblog.jp. 2023年2月24日閲覧。
12. ↑  “https://twitter.com/0527kumi/status/1084608158738276352”. Twitter. 2023年2月24日閲覧。